# Le P'tit Chaos
Pour plus de détails, voir Fiche technique et Distribution.
Le P'tit Chaos (The Big Snit) est un court métrage d'animation canadien de 10 minutes, écrit et réalisé par Richard Condie et produit par l'Office national du film du Canada en Winnipeg. Il est sorti en 1985.

## Synopsis
C'est l'histoire d'un couple marié qui se dispute lors d'une partie de Scrabble. Alors qu'ils se disputent, leur chat ronge le câble de leur télévision, ainsi, ils ne remarquent pas qu'une guerre nucléaire vient de commencer.
Le mari se plaint de l'habitude qu'a sa femme de se secouer les yeux, alors qu'elle lui fait remarquer sa mauvaise habitude de scier les meubles de la maison. Pendant ce temps, dans les rues, tous les gens paniquent, mais le couple n'y prête pas vraiment attention.
À la fin, ils se réconcilient et dès qu'ils font un pas à l'extérieur, ils sont vaporisés par une bombe nucléaire et arrivent instantanément au paradis. Toujours sans savoir ce qui s'est passé, ils affirment que c'est une belle journée et retournent à l'intérieur pour finir leur partie de Scrabble.

## Voix
- Gaston Lepage
- Pauline Martin
- Jean-François Doré
- Louis de Santis
- Bernard Carez

## Prix et mention
- 1987 : Premier Prix décerné par le Jury des enfants et de la jeunesse, Festival international du film d'Odense
- 1987 : Certificat spécial, ATOM Awards (en), Melbourne, Australie
- 1987 : Prix décerné au meilleur scénario, Antennacinema Cartoon - International Festival of Animated Film and TV Series, Treviso - Italie
- 1986 : Nomination, Oscar du meilleur court métrage d'animation, 58e cérémonie des Oscars
- 1986 : Prix Dauphin d'Argent - catégorie: Films de 5 à 10 minutes, Festival international de cinéma d'animation Cinanima (pt), Espinho, Portugal
- 1986 : Deuxième prix - catégorie: films de 5 à 15 minutes, Festival international d'animation, Hamilton, Canada
- 1986 : Prix spécial du Jury décerné pour l'humour du film, Animafest Zagreb
- 1986 : Diplôme d'honneur, Festival du film de Cracovie
- 1986 : Prix Golden Space Needle décerné au meilleur film de court métrage, Festival international du film de Seattle
- 1986 : Mention d'honneur, Golden Gate Awards Competition, Festival international du film de San Francisco
- 1986 : Prix Génie décerné au meilleur court métrage d'animation (en), 7e cérémonie des prix Génie, Toronto
- 1986 : Statuette décernée au meilleur film d'animation, Festival du film de Tampere
- 1985 : Plaque d'Argent, Films d'animation, Festival international du film de Chicago
- 1985 : Grand Prix de Montréal: meilleur court métrage, Festival des films du monde de Montréal
- 1985 : Prix Hiroshima, Festival international du film d'animation d'Hiroshima
- 1985 : Prix de la Presse internationale FIPRESCI, Festival international du film d'animation d'Annecy